# ویو (خلخال)
ویو یک منطقهٔ مسکونی در ایران است که در دهستان خورش رستم جنوبی واقع شده‌است. براساس سرشماری مرکز آمار ایران در سال ۱۳۹۵، ویو ۶۵ نفر جمعیت دارد.